# Дордонь (річка)
Дордо́нь (фр. Dordogne, окс. Dordonha, лат. Duranius, Dordonia) — річка на півдні Франції. Річка починається в горах Овернь, протікає приблизно 500 км по регіонах Франції, і на північ від Бордо впадає в Гаронну, утворюючи разом естуарій Жиронда. Це одна з небагатьох річок, у якій відбуваються припливи і відпливи.
Долина річки дуже мальовнича і приваблива для відвідувачів, тому в цьому районі розвинена індустрія туризму.

## Назва
Сучасна назва Dordogne походить від латинської Durānius, що в свою чергу, сходить до докельтського кореня dur-, dor- (він присутній також у гідронімах Дюранс і Дору). Середньовічні форми містили суфікс -ononia (під впливом суфікса -onna, що трапляється в багатьох назвах річок): Dorononia fluvius, Dornonia, які надалі еволюціонували в Dordonia (IX століття); це сталося внаслідок дисиміляції, а також у зв'язку з народно-етимологічним перетлумаченням гідроніма як похідного від Dore і Dogne (за аналогією з назвою річки Мідуз, що утворена злиттям Midou + Douze). Першим автором, який вжив форму Dordonia, був Емуан з Флері.